# شب بخیر کوچولو
شب بخیر کوچولو یکی از معروف‌ترین برنامه‌های رادیویی ویژهٔ کودکان در ایران است که از رادیو ایران پخش می‌شود.

## تاریخچه
«شب بخیر کوچولو» تیرماه سال ۶۹ برای اولین بار پخش و ماندگار شد. ساعد باقری، طراح این برنامه بود.
ساعد باقری در سال ۶۸ و پس از مدتی فعالیت در برنامه‌های پژوهشی، مدیر گروه کودک و نوجوان رادیو شد.
باقری در خصوص ایده ساخت این برنامه می‌گوید: «آن زمان رادیو سه برنامه کودک و نوجوان داشت. برنامه ساعت ۷ و نیم صبح که مخصوص مدرسه رفتن بچه‌ها بود، برنامه ساعت ۱۰ صبح که برنامه خردسالان بود و یک برنامه نوجوان که عصر و بعد از پایان مدارس پخش می‌شد. گروه کودک ساعتی را پیشنهاد کرد که شب در اختیار این گروه قرار بگیرد؛ یعنی ساعت یک ربع به ۹ تا ۹ شب.» آنچه ابتدا برای این برنامه پیشنهاد شده بود بخش‌های مختلف داشت. از بازی تا چیستان؛ اما باقری پیشنهاد دیگری داشت و درخواست کرد به دلیل ساعت خواب کودکان این برنامه فقط قصه باشد و لالایی: «من گفتم برنامه ای می‌خواهم که ساختش ساده باشد. یک قصه که بچسبد به لالایی. چیستان و بازی آن ساعت ذهن بچه‌ها را درگیر می‌کند و نمی‌گذارد بخوابند در صورتی که آن ساعت، ساعت خواب بچه هاست. مدیر آن زمان رادیو استقبال کرد و گفت این درخواست پدر و مادرهاست و بالاخره پیشنهاد تصویب شد.» بلافاصله پس از تصویب پیشنهاد سفارش شعر لالایی و قصه‌ها آغاز شد.

## شعر
برای تیتراژ این برنامه به «مصطفی رحماندوست» سفارش شعر داده شد. وی با توجه به زمان پخش برنامه، هفت یا هشت قطعه شعر سرود و به شورای موسیقی رادیو تحویل داد که ۲ قطعه شعرِ لالایی انتخاب و در نهایت شعر لالایی گنجشک لالا انتخاب شد.

## گوینده
برای قصه گویی از چند نفر مانند کسانی که قبلا در کانون پرورش فکری بودند و قصه می گفتند تست گرفتند. در تست اولیه حدود 10 نفر برگزیده شدند. آن زمان کمیته تخصصی کودک و نوجوان وجود نداشت تا تشخیص دهند چه کسی صدا و لحنش برای قصه گویی مناسب است.
حدود 10 کودک هم از مهدکودک به استودیو آوردند تا قصه ها را گوش کنند. نفر سومی که تست داد مریم نشیبا بود. تا شروع کرد به قصه گفتن، همان اوایل، یکی از بچه ها روی صندلی چرت زد و قصه که به میانه رسید، چشمان همه آنها سنگین شده بود.
ساعد باقری در خصوص انتخاب مریم نشیبا می‌گوید: «توان بالای قصه گویی و صدای بسیار زیبا و ارتباطی که با کودکان برقرار می کرد باعث شد با فاصله بسیار از بقیه نفر اول باشد و ما او را انتخاب کردیم.»

## نویسندگان
از جمله نویسندگانی که با این برنامه همکاری داشتند : چیستا یثربی، صفیه افکاری، رویا ولی زاده، افشین علا، مرجان کشاورزی آزاد، مهشید تهرانی، زهرا خراسانی.